# Hiroshi Fukutomi
Hiroshi Fukutomi (福冨 博, Fukutomi Hiroshi, ancien nom : 福富 博 (même lecture)), né le 25 juillet 1950 dans la préfecture de Kōchi, est un réalisateur japonais d'anime.

## Filmographie

### Réalisateur
- 1980 : Doraemon: Nobita's Dinosaur (ドラえもん のび太の恐竜, Doraemon: Nobita no kyōryū?)
- 1984 : Luke l'Invincible
- 1985 : Le Collège fou, fou, fou
- 1993 : Gunnm
- 2002 : Whistle!
- 2005 : Suzuka